# Edgar-Henri Cuepper
Edgar-Henri Cuepper (Eupen, 16 de mayo de 1949) es un jinete belga que compitió en la modalidad de salto ecuestre.
Participó en los Juegos Olímpicos de Montreal 1976, obteniendo una medalla de bronce en la prueba por equipos (junto con Eric Wauters, François Mathy y Stanny Van Paesschen).

## Palmarés internacional
| Juegos Olímpicos | Juegos Olímpicos  | Juegos Olímpicos  | Juegos Olímpicos |
| Año              | Lugar             | Medalla           | Categoría        |
| ---------------- | ----------------- | ----------------- | ---------------- |
| 1976             | Montreal (Canadá) | Medalla de bronce | Por equipos      |